# Телець (сузір'я)
Теле́ць (лат. Taurus) — зодіакальне сузір'я.
Українська народна назва: Бик, Тур, Віл.

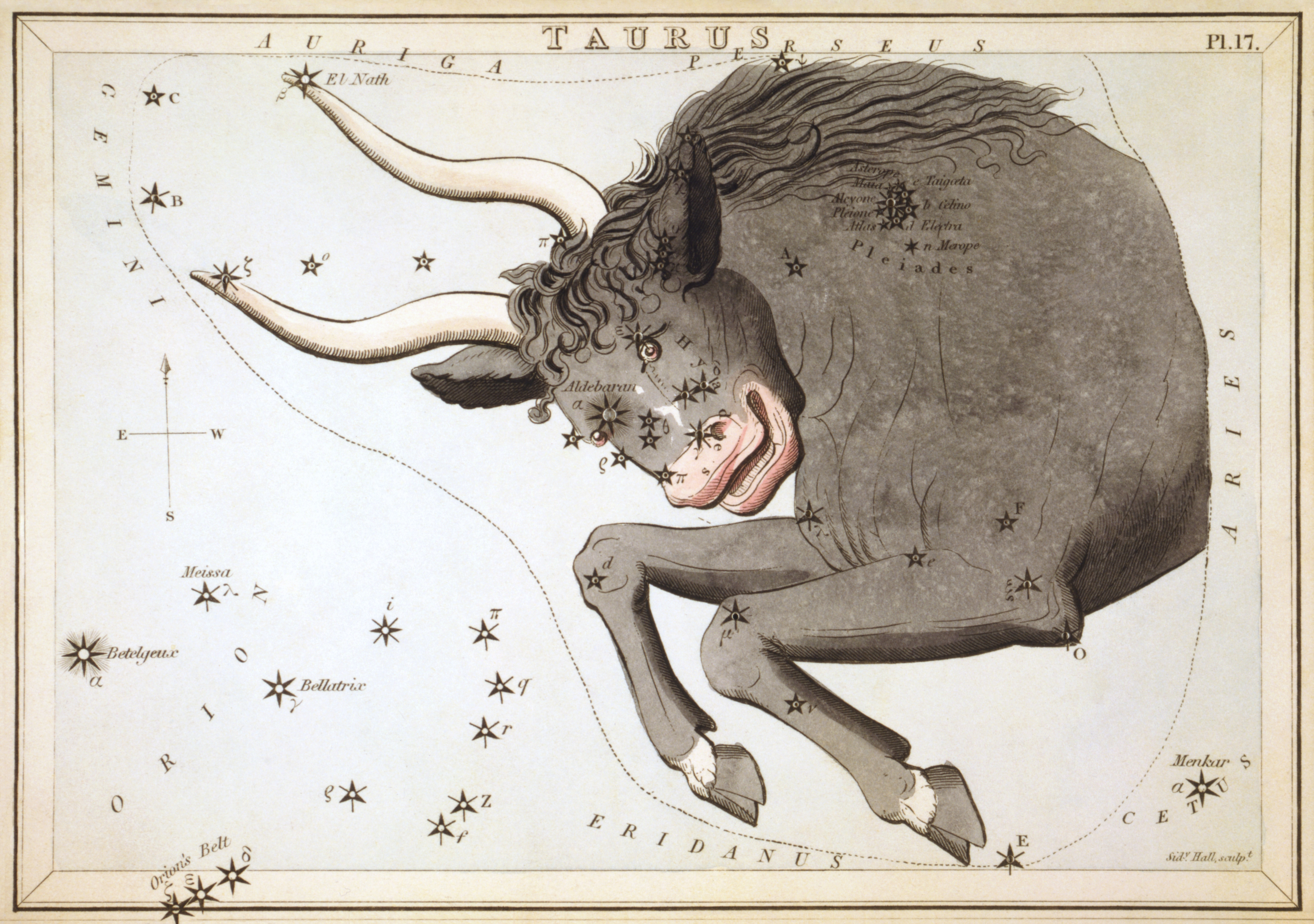
Сузір'я Тельця із «Дзеркала Уранії», набору тематичних карток опублікованого в Лондоні, бл. 1825

Сонце проходить через Телець з 14 травня по 21 червня. Найкращі умови для спостереження в Україні ввечері — у листопаді — грудні.

## Історія
Стародавнє сузір'я. Включене до каталогу зоряного неба Клавдія Птолемея Альмагест. Авторство назви стародавні греки приписували Евдоксові.

## Зорі
Найяскравіші зорі:
- Альдебаран (α Тельця) — 0,87 m, червоний гігант 14-та за яскравістю зоря неба.
- Натх (β Тельця) — 1,65m;
- Альціона (η Тельця) — 2,87m;
- ζ Тельця — змінна зоря 2,97m.

## Плеяди та Гіади

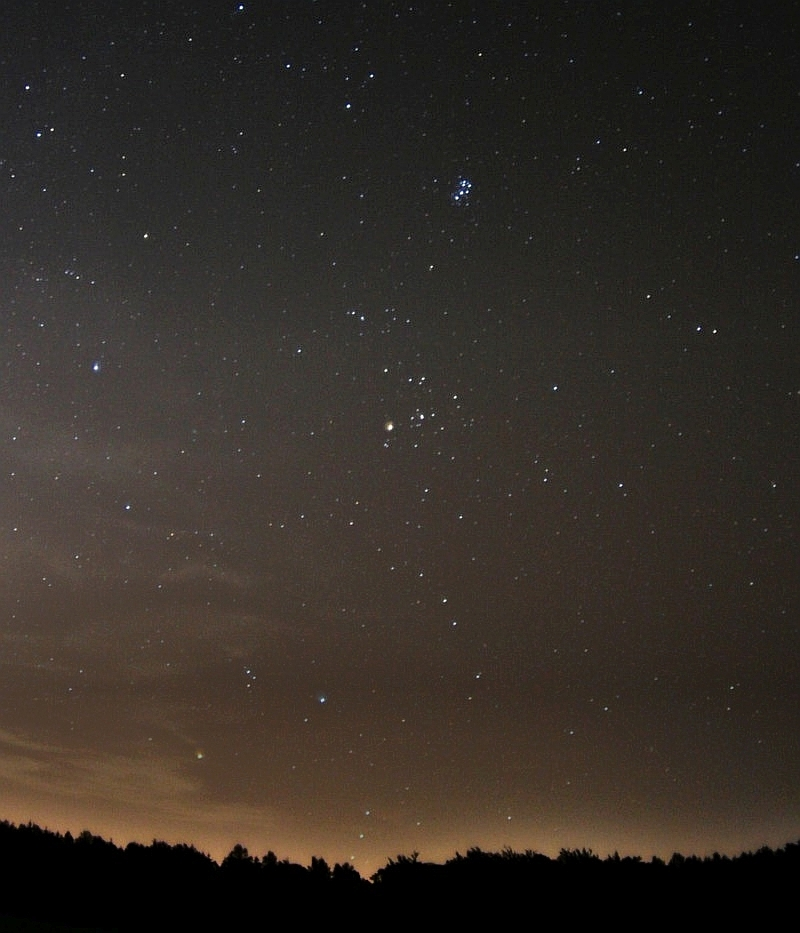
Сузір'я Телець на нічному небі

У Тельці розташовані два зоряних скупчення — Плеяди та Гіади.
Плеяди (М45) часто називають «Сім Сестер» — це розсіяне скупчення, одне з найближчих до нас (відстань 410 світлових років), що містить понад 600 зір, оповитих ледве помітною туманністю. Дев'ять яскравих зір лежать на полі діаметром трохи більше ніж 1°. Неозброєним оком можна розрізнити в Плеядах 6 або навіть 7 зірок. Разом вони виглядають як маленький кухлик.
Ще ближче до нас (близько 150 світових років) розташоване розсіяне скупчення Гіади, що містить 132 зорі яскравіші 9-ї величини й ще 259 слабших можливих членів.

## Значимі об'єкти
Найвідомішим астрофізичним об'єктом у Тельці є залишок вибуху наднової зорі 1054 року Крабоподібна туманність (М1), розташована в Чумацькому Шляху, трохи більше ніж на 1° на північний захід від зорі ζ Тельця; видимий блиск 8,4m. Ця туманність віддалена від нас на 6300 світлових років; її діаметр близько 6 світлових років, і щодня він збільшується на 80 млн км. Це потужне джерело радіо- та рентгенівського випромінювання. У центрі Крабоподібної туманності розташована невелика, але дуже гаряча блакитна зоря 16-ї величини — це пульсар, який посилає періодичні імпульси електромагнітного випромінювання; астрономи довели, що це нейтронна зоря.